# Pancra sordida
Pancra sordida là một loài bướm đêm trong họ Erebidae.